# Oberstarzt
Der Oberstarzt ist einer der Dienstgrade der Bundeswehr. Oberstärzte sind Sanitätsoffiziere mit einer Approbation als Arzt oder Zahnarzt. Der Dienstgrad Oberstarzt wird durch den Bundespräsidenten mit der Anordnung des Bundespräsidenten über die Dienstgradbezeichnungen und die Uniform der Soldaten auf Grundlage des Soldatengesetzes festgesetzt.

## Dienststellungen
Oberstärzte werden zum Teil noch praktizierend als Facharzt in einem Bundeswehrkrankenhaus oder in einem Fachsanitätszentrum eingesetzt. Fachärzte leiten in Bundeswehrkrankenhäusern meist als Oberärzte Teilbereiche oder als Leitender Arzt Abteilungen oder eine der Kliniken eines Bundeswehrkrankenhauses. Sehr erfahrene Oberstärzte leiten teils (aber selten) auch schon ein Bundeswehrkrankenhaus. Oberstärzte sind häufig auch Leiter einer der dislozierten Fachsanitätszentren. Der Leitende Fliegerarzt des Heeres und der Luftwaffe sind in der Regel Fliegerärzte im Dienstgrad Oberstarzt. Oberstärzte sind ferner Kommandeure der Lazarett- oder Sanitätsregimenter und Kommandeur Kommando Schnelle Einsatzkräfte Sanitätsdienst. Ferner leiten sie in der Regel den Standort Koblenz des Zentralen Institut des Sanitätsdienstes der Bundeswehr und verschiedene weitere Institute (z. B. Zentrum für Sportmedizin der Bundeswehr, das Institut für Mikrobiologie der Bundeswehr oder das Institut für Präventivmedizin der Bundeswehr). Im Heer beraten Oberstärzte als Leitende Sanitätsoffiziere (Divisionsärzte) die Divisionskommandeure hinsichtlich medizinischer Fachfragen. Wie alle Stabsoffiziere dienen auch Oberstärzte in Abteilungen und Referaten der Behörden, Ämter, Kommandobehörden aller Militärischer Organisationsbereiche (vorrangig im Zentralen Sanitätsdienst) und im Ministerium, wo sie medizinische Fachfragen bearbeiten. Häufig sind sie dort Abteilungs- oder Referatsleiter. Höchstrangiger Oberstarzt der Zahnmedizin ist der Inspizient Zahnmedizin der Bundeswehr. Der Generalarzt des Heeres im Dienstgrad Oberstarzt sind die ranghöchsten Ärzte ihres militärischen Organisationsbereiches. Insbesondere den Lehreinrichtungen des Sanitätsdienstes der Bundeswehr, darüber hinaus an fast allen weiteren Lehreinrichtungen der Bundeswehr, lehren Oberstärzte als Dozenten.

## Ernennung
Maßgebliche gesetzliche Grundlagen für die Ernennung zum Oberstarzt trifft die Soldatenlaufbahnverordnung (SLV) und ergänzend die Zentrale Dienstvorschrift (ZDv) 20/7. Zum Dienstgrad Oberstarzt können Soldaten auf Zeit, Berufssoldaten und beorderte Reservisten ernannt werden. Voraussetzung ist die Zugehörigkeit zu einer der Laufbahnen für Sanitätsoffiziere und die Approbation als Arzt oder Zahnarzt. Der Dienstgrad kann frühestens zehn Jahre nach Ernennung zum Stabsarzt erreicht werden. Eine Einstellung mit dem Dienstgrad Oberstarzt ist mit einer der Verwendung entsprechenden Qualifikation ebenfalls möglich.

## Dienstgradabzeichen
Das Dienstgradabzeichen für Oberstärzte entspricht im Wesentlichen dem für Obersten. Zur Unterscheidung der Oberstärzte dienen zusätzliche Laufbahnabzeichen in Form eines Äskulapstabes. Die Schlange windet sich im Laufbahnabzeichen für Ärzte in doppelter Windung, bei Zahnärzten in einfacher Windung um den Stab.

## Sonstiges
Hinsichtlich Befehlsgewalt im Sinne der Vorgesetztenverordnung und Wehrdisziplinarordnung, hinsichtlich Besoldung und hinsichtlich äquivalenter, nach- und übergeordneter Dienstgrade im Sinne der ZDv 14/5 sind im Übrigen Oberstärzte dem Oberst gleichgestellt. Besonders in medizinischen Fachfragen sind Sanitätsoffiziere häufig Fachvorgesetzte auch höherrangiger Soldaten. In der nach der Soldatenlaufbahnverordnung und ZDv 20/7 regelmäßig zu durchlaufenden Beförderungsreihenfolge ist der dem Oberstarzt vorangehende Dienstgrad der Oberfeldarzt und der nachfolgende Dienstgrad der Generalarzt. Den Dienstgrad Oberstarzt führen nur Heeres- und Luftwaffenuniformträger; der entsprechende Dienstgrad für Marineuniformträger ist der Flottenarzt. In der Praxis ist der höchste für Zahnärzte in einer zahnmedizinischen Verwendung erreichbare Dienstgrad zukünftig der Oberst- bzw. Flottenarzt.
| Offizierdienstgrad |                                                                                                |                                                                                     |
| Niedrigerer Dienstgrad |                                                                                                | Höherer Dienstgrad                                                                  |
| Oberstleutnant Fregattenkapitän Oberfeldarzt Oberfeldapotheker Oberfeldveterinär Flottillenarzt Flottillenapotheker             | Oberst Kapitän zur See Oberstarzt Oberstapotheker Oberstveterinär Flottenarzt Flottenapotheker | Brigadegeneral Flottillenadmiral Generalarzt Generalapotheker n.v. Admiralarzt n.v. |
| Dienstgradgruppe: Mannschaften – Unteroffiziere o.P. – Unteroffiziere m.P. – Leutnante – Hauptleute – Stabsoffiziere – Generale |                                                                                                |                                                                                     |